# 巨鼠鯊
巨鼠鯊是生存於中新世早期的中大型鯊魚，屬於鼠鯊目下已滅絕的耳齒鯊科。其已知的化石都是來自牙齒，這些牙齒的發現地點從太平洋延伸到西北大西洋沿岸，且相隔的距離都不小，因此其分布範圍可能一度非常廣泛。
巨鼠鯊的屬名來自希臘文的 （megas，「大的」）與拉丁文的 （鼠鯊），是形容其可長達4.5公分的利齒。關於巨鼠鯊的牙齒最早在1960年代後期即有發現記錄，當時日本古生物學家長谷川善和和魚類學家上野輝弥將長野縣阿南町出土的巨鼠鯊牙齒化石歸類為耳齒鯊屬（Otodus）。爾後的五十年間，巨鼠鯊的牙齒陸續在美國東岸的北卡羅萊納州博福特、西岸加州的克恩，以及祕魯的伊卡河流域被發現。這些牙齒曾被認為是鼠鯊屬或短錐齒鯊屬（Brachycarcharias）的牙齒，直到2016年，由美國帝博大學的古生物學家島田賢舟等人的研究才將這些牙齒一同歸類為巨鼠鯊這個新種的化石，他們推估巨鼠鯊的全長約3.7公尺，和現存的鼠鯊目物種相比屬中型，但與生活於同時期的巨牙鯊相比明顯小得多。

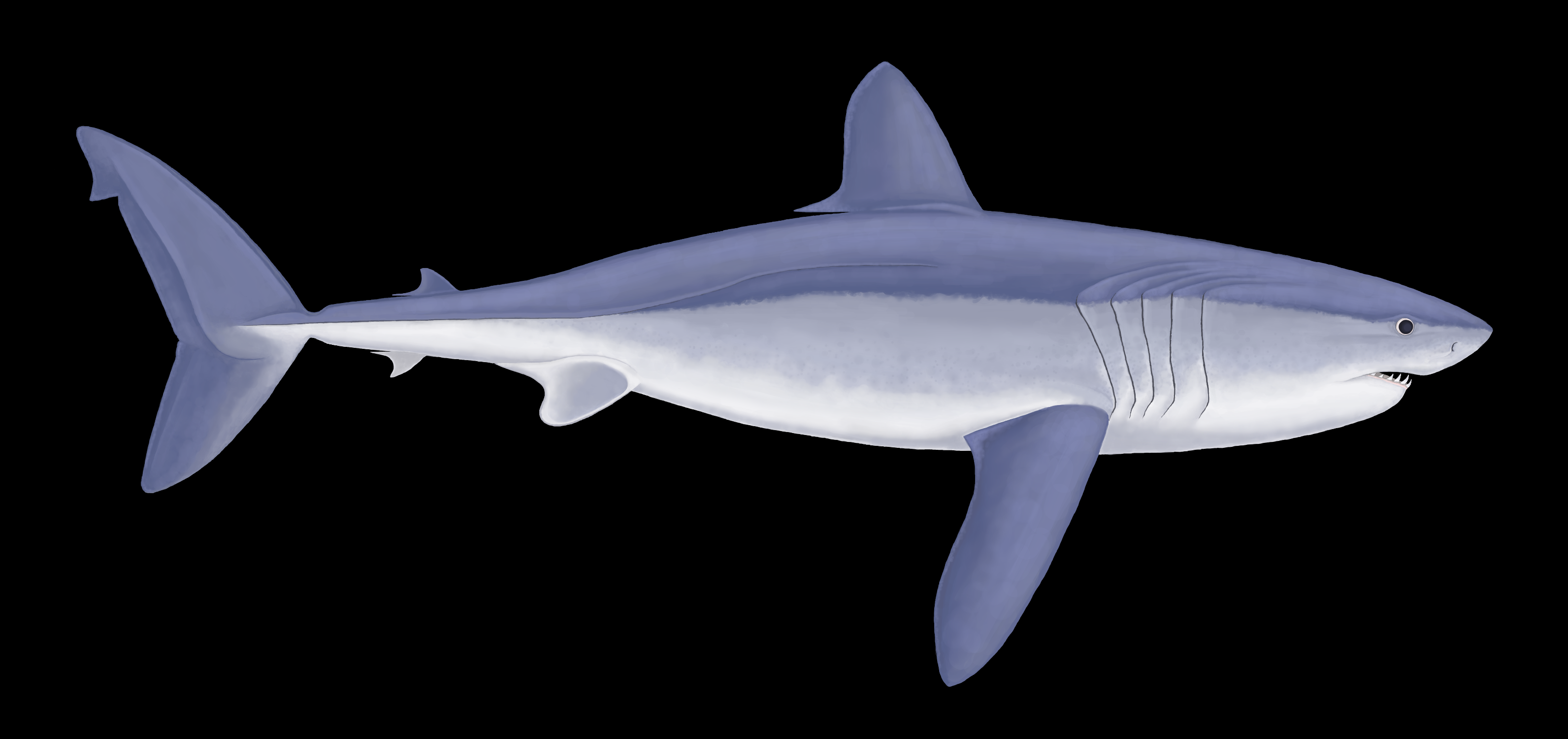
復原圖